# Coupe d'Afrique des nations junior 1993
Navigation
1991 1995
La 8e édition de la Coupe d'Afrique des nations junior s'est déroulée à Maurice du 30 janvier au 10 février 1993. Elle est remportée par le Ghana.

## Qualifications
Maurice est qualifié automatiquement en tant que pays hôte. Les autres pays participent aux qualifications organisées sous forme de matchs aller-retour.
Huit équipes participent à la phase finale :
- Cameroun
- Égypte
- Éthiopie
- Ghana
- Maroc
- Maurice (hôte)
- Nigeria
- Sénégal

## Phases de groupes

### Groupe A
| Rang | Équipe   | Pts | J | G | N | P | Bp | Bc | Diff |
| ---- | -------- | --- | - | - | - | - | -- | -- | ---- |
| 1    | Cameroun | 4   | 3 | 2 | 0 | 1 | 4  | 2  | +2   |
| 2    | Ghana    | 4   | 3 | 2 | 0 | 1 | 2  | 2  | 0    |
| 3    | Nigeria  | 2   | 3 | 1 | 0 | 2 | 2  | 2  | 0    |
| 4    | Maurice  | 2   | 3 | 1 | 0 | 2 | 2  | 4  | -2   |

| 30 janvier 1993 | Ghana | 1 - 0 | Maurice |  |  |
|                 |       |       |         |  |  |

| 30 janvier 1993 | Cameroun | 1 - 0 | Nigeria |  |  |
|                 |          |       |         |  |  |

| 1er février 1993 | Nigeria | 2 - 0 | Maurice |  |  |
|                  |         |       |         |  |  |

| 1er février 1993 | Cameroun | 2 - 0 | Ghana |  |  |
|                  |          |       |       |  |  |

| 3 février 1993 | Maurice | 2 - 1 | Cameroun |  |  |
|                |         |       |          |  |  |

| 3 février 1993 | Ghana | 1 - 0 | Nigeria |  |  |
|                |       |       |         |  |  |

### Groupe B
| Rang | Équipe   | Pts | J | G | N | P | Bp | Bc | Diff |
| ---- | -------- | --- | - | - | - | - | -- | -- | ---- |
| 1    | Égypte   | 7   | 3 | 2 | 1 | 0 | 4  | 1  | +3   |
| 2    | Éthiopie | 4   | 3 | 1 | 1 | 1 | 3  | 3  | 0    |
| 3    | Maroc    | 3   | 3 | 1 | 0 | 2 | 4  | 6  | -2   |
| 4    | Sénégal  | 2   | 3 | 0 | 2 | 1 | 2  | 3  | -1   |

| 31 janvier 1993 | Égypte | 0 - 0 | Sénégal |  |  |
|                 |        |       |         |  |  |

| 31 janvier 1993 | Éthiopie | 2 - 1 | Maroc |  |  |
|                 |          |       |       |  |  |

| 2 février 1993 | Égypte | 4 - 1 | Maroc |  |  |
|                |        |       |       |  |  |

| 2 février 1993 | Éthiopie | 3 - 1 | Sénégal |  |  |
|                |          |       |         |  |  |

| 4 février 1993 | Égypte | 1 - 0 | Éthiopie |  |  |
|                |        |       |          |  |  |

| 4 février 1993 | Maroc | 2 - 0 | Sénégal |  |  |
|                |       |       |         |  |  |

## Phases finale

### Demi-finales
| 7 février 1993 | Cameroun | 5 - 0 | Éthiopie |  |  |
|                |          |       |          |  |  |

| 7 février 1993 | Égypte | 1 - 3 | Ghana |  |  |
|                |        |       |       |  |  |

### Troisième place
| 9 février 1993 | Égypte | 3 - 0 | Éthiopie |  |  |
|                |        |       |          |  |  |

### Finale
| 10 février 1993 | Ghana               | 2 - 0 | Cameroun | stade de port louis ( ile maurice ) |
|                 | addo 39. inifil 44. |       |          |                                     |

## Résultat
| CAN 1993 Junior Vainqueur |
| ------------------------- |
| Ghana 1re titre           |

### Qualification pour le Championnat du monde junior
Les deux équipes finaliste sont qualifiées pour la Coupe du monde des moins de 20 ans 1993 :
- Ghana
- Cameroun